# دهستان دیره
دهستان دیره نام دهستانی در بخش مرکزی شهرستان گیلانغرب در استان کرمانشاه ایران است که شامل تعداد ۲۸ روستا می‌باشد ، بر اساس سرشماری مرکز آمار ایران در سال ۱۳۸۵ جمعیت آن ۴۵۳۰ نفر (۹۷۴) خانوار بوده است. 

## جمعیت
بر اساس سرشماری مرکز آمار ایران در سال ۱۳۸۵ جمعیت دهستان دیره ۴۵۳۰ نفر (۹۷۴) خانوار بوده است.

## فهرست روستاها
افشارآباد ، بطیاراحمد ، شنقال‌خالدی ، شیشه‌راه ، داروند ۱ ، داروند ۲ ، داروند ۳ ، سنگ‌درمیان سفلی ، سنگ‌درمیان علیا ، درخشنده ، جوبباغان علیا ، جوبباغان سفلی ، شهرک دیره ، امامقلی (گیلانغرب) ، نساردیره ، میان‌رود (بخش مرکزی گیلانغرب) ، شاهمار (گیلانغرب) ، شلین ، انجاورود ، چمن‌گلین ، نجارگلین ، برآفتاب گلین ، گلین‌اله‌مراد ، علیجان (گیلانغرب) ، دارابی (گیلانغرب)

## زبان
ساکنان دهستان دیره از ایل کلهر  هستند و به زبان کردی و گویش کلهری صحبت می‌کنند.

## مذهب
ساکنان دهستان دیره ، مسلمان و شیعه مذهب هستند.